# Słupie (Chotowa)
Chotowa – część wsi Chotowa w Polsce położona w województwie podkarpackim, w powiecie dębickim, w gminie Czarna.
Dawniej samodzielna wieś i gmina jednostkowa.
W latach 1975–1998 miejscowość administracyjnie należała do województwa tarnowskiego.